# Afonso de Albuquerque
Afonso de Albuquerque (Afonso d'Albuquerque eller Alfonso de Albuquerque), född 1453 i Alhandra nära Lissabon, död 26 december 1515 på havet och begravd i Goa, var en framstående portugisisk sjöfarare och amiral, som var mycket viktig för de portugisiska intressena i Indien.

## Biografi
Albuquerque var genom illegitima kärleksförbindelser förbunden med det portugisiska hov under Afonso V, där han också uppfostrades. Efter att ha tjänstgjort i kunglig tjänst, bl.a. i Afrika, begav han sig sedan 1503 på sin första Indien-expedition (här medföljde bl.a. Juan Serrano) mot Ostindien. Expeditionen rundade Godahoppsudden framgångsrikt, och byggde på plats i Indien upp en relation med den lokale rajan och fick därigenom tillstånd att uppföra ett portugisiskt fort i Cochin.
Den första expeditionen till Indien återvände 1504, och framgångarna under denna resa gav Albuquerque än större resurser inför den andra expeditionen, som inleddes 1506 tillsammans med Tristão da Cunha och João da Nova.  Expeditionen inleddes i Östafrika med attacker mot arabiska kolonier där, varefter Albuquerque och Da Cunha kom isär, och Albuquerque seglade mot ö Ormuz, där han landsteg, innan han fortsatte mot Malabarkusten i Indien, dit han anlände mot slutet av 1508.
När Albuquerque sedan med kungligt uppdrag sökte avlösa Francisco de Almeida råkade han ut för problem. Almeida vägrade låta sig avlösas och kastade istället Albuquerque i fängelse. Han förblev inspärrad i 3 månader, innan undsättning kunde anlända från moderlandet.
Albuquerque inledde sedan sina militära expeditioner till lands i Indien genom att misslyckas med en attack på Calicut i januari 1510, för att genast fortsätta med ett anfall mot Goa, som man lyckades inta. Efter att tillfälligt ha tvingats överge Goa och återvända dit, vände Albuquerque intresset mot Malackasultanatet, som betvingades av portugiserna  24 augusti 1511 efter hårda strider.  1512 vände Albuquerque åter mot Malabarkuste, under vilke resa han olyckligen förlorade hela krigsbytet från Malacka i en svår storm, där för övrigt Albuquerques flaggskepp gick under.
På order från Portugal skulle Albuquerque härnäst bege sig till Aden, som belägrades utan framgång 1513. Han begav sig i detta sammanhang som förste europé in i Röda havet. Innan han för sista gången återvände till Indien erövrade han Ormuz 1515. Vid anloppet till Goa möttes Albuquerque av beskedet att han skulle ersättas som befälhavare i Indien av Lopo Soares de Albergaria, hans värsta personliga fiende. Innan detta hann ske avled han dock och begravdes i Goa.